# Fernoël
Fernoël là một xã ở tỉnh Puy-de-Dôme trong vùng Auvergne-Rhône-Alpes miền trung nước Pháp.

## Địa lý
Hầu hết gianh giới phía Tây của xã được giới hạn bởi con sông Chavanon (tiếng địa phương la Ramade).